# Albertson Van Zo Post
Albertson Van Zo Post (Cincinnati, 28 de julio de 1866-Nueva York, 23 de enero de 1938) fue un deportista estadounidense que compitió en esgrima, especialista en las modalidades de florete, espada y sable. Participó en los Juegos Olímpicos de San Luis 1904, obteniendo en total cinco medallas: dos de oro,  una de plata y dos de bronce.

## Palmarés internacional
| Representando a Estados Unidos |                           |                   |                          |
| Juegos Olímpicos               |                           |                   |                          |
| Año                            | Lugar                     | Medalla           | Prueba                   |
| 1904                           | San Luis (Estados Unidos) | Medalla de oro    | Single sticks individual |
| 1904                           | San Luis (Estados Unidos) | Medalla de plata  | Florete individual       |
| 1904                           | San Luis (Estados Unidos) | Medalla de bronce | Espada individual        |
| 1904                           | San Luis (Estados Unidos) | Medalla de bronce | Sable individual         |
| Representando al Equipo Mixto  |                           |                   |                          |
| Juegos Olímpicos               |                           |                   |                          |
| Año                            | Lugar                     | Medalla           | Prueba                   |
| 1904                           | San Luis (Estados Unidos) | Medalla de oro    | Florete por equipos      |